# دل‌لر (شمکور)
دل‌لر (به لاتین: Dəllər) یک منطقه مسکونی در جمهوری آذربایجان است که در شهرستان شمکور واقع شده است. دل‌لر ۴۲۸۴ نفر جمعیت دارد.